# Gnomologio Vaticano epicureo
Lo Gnomologio Vaticano epicureo è una raccolta di massime epicuree. 

## Origine e struttura
La raccolta è nota anche come Sentenze Vaticane, il cui nome fa riferimento alla sua provenienza, ossia il Codice Vaticano Greco 1950, risalente al XIV secolo, scoperta nel 1888 e pubblicata da C. Wotke.
Le sentenze coincidono solo in parte con quelle riportate da Diogene Laerzio nel libro X della sua opera, dedicato ad Epicuro. Si tratta di 81 brevissimi aforismi, risalenti alla scuola, o meglio, a compilatori, visto che, come nelle Massime Capitali, non vengono divise nei tre ambiti classici della filosofia epicurea (canonica, fisica, etica) e comprendono solo massime di carattere etico.
Le massime furono scelte da un compilatore di età imperiale al fine, probabilmente, di far conoscere gli aspetti più accattivanti dell'epicureismo al di fuori della scuola. Alcune, come detto sono riprese fedelmente dalle Massime capitali, altre confermano vari aspetti del pensiero epicureo precedentemente noti per tradizione indiretta, altre ancora, chiaramente posteriori a Epicuro, documentano la continuità del suo insegnamento ad opera dei discepoli, tra i quali spicca Metrodoro.

## Temi
Come evidente dalle basi teoriche dell'epicureismo, anche nello Gnomologio viene espresso chiaramente che ci sono diversi tipi di piaceri, ossia i naturali e necessari e i naturali ma non necessari (il lusso, la ricercatezza, l'abbondanza…) e non naturali e non necessari(la fama, la gloria, il potere). Si devono coltivare i piaceri naturali e necessari per raggiungere la felicità, quali un riparo, del cibo, dei vestiti, l'amicizia, la libertà, la consolazione e il conforto derivanti dall'uso del pensiero e della parola.
I temi principali presenti nello Gnomologio sono, comunque, vari: in primo luogo la libertà, intesa come il raggiungimento del piacere, attraverso il distacco dai piaceri naturali non necessari e da quelli non naturali e non necessari, l'abbandono del timore degli dei e del timore della morte, oltre a dover dominare l'angoscia per il dolore fisico.
L'amicizia è molto importante in queste sentenze, vista come derivante dalla fiducia secondo cui l'amico sarebbe sempre presente nel momento del bisogno, basata sull'accettazione l'uno verso l'altro per come si è. Esso è l'unico legame sociale libero per un uomo che si riconosce come semplice individuo, un caposaldo fondamentale nella vita del saggio. Per quanto concerne la vita sociale, Epicuro considera gli affari e la politica un carcere dal quale doversi liberare. Ogni azione umana è volta alla soddisfazione di necessità personali e, di conseguenza, l'individuo non sarebbe in grado di occuparsi dei problemi della comunità e raggiungere la giustizia, che consiste nel rispettare una legge che sia vantaggiosa per i rapporti sociali.
La filosofia è il mezzo attraverso il quale ciascun individuo può conseguire la felicità, applicando nel concreto le massime epicuree e, quindi, vivendo semplicemente, secondo natura. Ne consegue che la felicità non dipende da una condizione oggettiva della realtà, ma completamente soggettiva, quindi dal modo in cui noi la interpretiamo. La filosofia, dunque, ci aiuta a guarire le sofferenze derivanti da una visione sbagliata della realtà, ciò anche grazie alla ragione.